# Wada (instrumento)
La wada, huada, huaza o guaripola es un instrumento musical típico mapuche, con la forma de una maraca o sonajero. Es un instrumento idiófono. No es un instrumento presente en todas las zonas mapuches, y en algunos casos su uso se ha perdido.

## Fabricación
Se fabrican con la calabaza de la planta Lagenaria siceraria o Cucurbita maxima. Se perfora la calabaza, se la vacía y se la rellena con piedras o semillas. Se cierra con un trozo de madera que sirve para sostener el instrumento. Esto le da su sonido característico.

## Uso
Tradicionalmente es un instrumento que debía ser utilizado por la machi. Se puede utilizar en ceremonias no religiosas. Se puede utilizar solo o en conjunto con el cultrún en rituales curativos, tanto en el machitún como en el lawentuchen.